# 佟文玫
佟文政（？—？），内务府汉军正黄旗人，清朝官员、同進士出身。
光緒二十年（1894年），参加光緒甲午科殿試，登進士三甲48名。同年五月，授内阁中书。